# Maxidico
Le Maxidico est un dictionnaire français publié en septembre 1996 aux Éditions de la connaissance, filiale de la société Maxi-Livres Profrance. Il compte 1716 pages, 2500 illustrations et 130 000 définitions. 
Il se vend au prix de 99 francs français, tandis que le Larousse se vend à 249 francs, le Petit Robert à 379 francs et le Dictionnaire Hachette à 249 francs. Il connait un fort succès avec environ 300 000 exemplaires vendu en 1996 et 130 000 en 1997.
En octobre 1996, les éditions Larousse, rejointes plus tard par Le Robert, poursuivent Maxilivres en justice pour contrefaçon, concurrence déloyale et parasitisme accusant celle-ci d’avoir basé les définitions du Maxidico sur la première édition du Larousse de 1905, dans le domaine public, et les versions du Larousse qui ont suivi.
En janvier 1998, le tribunal de commerce de Paris lui interdit la vente, la fabrication et la diffusion sous peine de cinq mille francs français d’astreinte par infraction et attribue 6,5 millions de francs de dommages et intérêts à Larousse-Bordas et 3 millions de francs au Robert,.
Ce jugement sera confirmé en appel et il est depuis reconnu « que le choix des mots et les définitions sont une œuvre intellectuelle ».

## Éditions
- Le Maxidico : Dictionnaire encyclopédique de la langue française, Éditions de la Connaissance, 1996, 1716 p. (ISBN 9782743405687)
- Le Maxidico : Dictionnaire encyclopédique de la langue française, Éditions de la Connaissance, 1997